# Káto Chóra (Messénie)
Pour l’article homonyme, voir Káto Chóra (Étolie-Acarnanie).
Káto Chóra (grec moderne : Κάτω Χώρα) est une localité située dans le dème du Magne-Occidental, dans le district régional de Messénie, dans la périphérie du Péloponnèse, en Grèce.
Selon le recensement de 2021, elle compte 28 habitants.